# Namibia (djur)
Namibia är ett släkte av insekter. Namibia ingår i familjen pansarsköldlöss.
Kladogram enligt Catalogue of Life:
| Namibia | \| \| Namibia karroo \| \| \| \| \| \| Namibia quadriloba \| \| \| \| \| \| Namibia spinosa \| \| \| \| |
|         | \| \| Namibia karroo \| \| \| \| \| \| Namibia quadriloba \| \| \| \| \| \| Namibia spinosa \| \| \| \| |
|         | Namibia karroo                                                                                          |
|         | |
|         | Namibia quadriloba                                                                                      |
|         | |
|         | Namibia spinosa                                                                                         |
|         | |